# Schefflera hypochlora
Schefflera hypochlora är en araliaväxtart som först beskrevs av Stephen Troyte Dunn och Kuo Mei Feng, och fick sitt nu gällande namn av David Gamman Frodin. Schefflera hypochlora ingår i släktet Schefflera och familjen araliaväxter. Inga underarter finns listade.